# Liolaemus exploratorum
Liolaemus exploratorum är en ödleart som beskrevs av  José Miguel Cei och WILLIAMS 1984. Liolaemus exploratorum ingår i släktet Liolaemus och familjen Tropiduridae. Inga underarter finns listade i Catalogue of Life.